# Айданиязов, Жаксымурат
Жаксымурат Айданиязов (1922 год, село Мамыкши, Амударьинский отдел, Туркестанская АССР — апрель 1999 года, Нукус, Каракалпакстан, Узбекистан) — монтёр Нукусского эксплуатационного узла связи Министерства связи Узбекской ССР, Каракалпакская АССР. Герой Социалистического Труда (1971).

## Биография
Родился в 1922 году в крестьянской семье в селе Мамыкши Амударьинского отдела Туркестанской АССР (сегодня — Кегейлийский район, Республика Каракалпакстан). После окончания местной сельской школы трудился в сельском хозяйстве. В мае 1942 года по мобилизации призван в Красную Армию. Окончил в Саратове военное училище. С августа 1943 года воевал линейным надсмотрщиком 977-го отдельного батальона связи 79-го стрелкового корпуса 3-й ударной Армии на Калининском, 2-м Прибалтийском фронтах. С декабря 1944 года участвовал в сражениях на 1-м Белорусском фронте. В конце апреля 1945 года обеспечивал в Берлине связь наблюдательного пункта 79-го стрелкового корпуса для штурма рейхстага 171-й стрелковой дивизией. 1 мая получил контузию, но не оставил боевую позицию. За этот героический подвиг был награждён Орденом Красной Звезды. После демобилизации возвратился в Каракалпакстан, где трудился монтёром эксплутационно-технического узла связи (ЭТУС) в Нукусе.
Участвовал в строительстве узлов связи в районах республики. Строил линии связи участка Нукус-Турткуль, Кунград — Муйнак и в сельскохозяйственных предприятиях. Внёс несколько рационализаторских предложений, которые дали экономический эффект в 12,5 тысяч рублей. Досрочно выполнил личные социалистические обязательства и производственный план Восьмой пятилетки (1966—1970). За годы этой пятилетки оборудовал более тысячи радиоточек и 425 телефонов. Указом Президиума Верховного Совета СССР от 4 мая 1971 года удостоен звания Героя Социалистического Труда за «выдающиеся успехи, достигнутые в выполнении заданий пятилетнего плана по развитию средств связи, телевидения и радиовещания» с вручением ордена Ленина и золотой медали «Серп и Молот» (№ 15392).
Трудился связистом в Нукусском ЭТУС до выхода на пенсию в 1981 году. Персональный пенсионер союзного значения. Проживал в Нукусе. Умер в апреле 1997 года.
Награды
- Герой Социалистического Труда
- Орден Ленина
- Орден Красной Звезды (15.05.1945)
- Орден Отечественной войны 2 степени (11.03.1985)
- Медаль «За взятие Берлина» (09.06.1945)
- Медаль «За победу над Германией в Великой Отечественной войне 1941—1945 гг.»
- Заслуженный связист Республики Каракалпакстан